# Jo Siffert
 Joseph Siffert  va ser un pilot de curses automobilístiques suís que va arribar a disputar curses de Fórmula 1.
Jo Siffert va néixer el 7 de juliol del 1936 a Friburg, i va morir el 24 d'octubre del 1971 a un accident al circuit de Brands Hatch, Anglaterra.

## A la F1
Va debutar a la segona cursa de la temporada 1962 (la tretzena temporada de la història) del campionat del món de la Fórmula 1, disputant el 3 de juny del 1962 el GP de Mònaco al circuit urbà de Montecarlo.
Jo Siffert va participar en un total de 100 proves (amb 96 sortides) puntuables pel campionat de la F1, disputades en 10 temporades consecutives (1962 - 1971) guanyant dues curses i assolí un total de 68 punts pel campionat del món de pilots.

## Resultats a la Fórmula 1
| Any  | Equip                                   | Xassís  | Motor    | 1       | 2       | 3       | 4       | 5       | 6       | 7       | 8       | 9       | 10      | 11      | 12    | 13      | Posició | Punts |
| ---- | --------------------------------------- | ------- | -------- | ------- | ------- | ------- | ------- | ------- | ------- | ------- | ------- | ------- | ------- | ------- | ----- | ------- | ------- | ----- |
| 1962 | Ecurie Nationale Suisse                 | Lotus   | Climax   | HOL     | MON NVQ |         |         |         |         |         |         |         |         |         |       |         | -       | 0     |
| 1962 | Ecurie Filipinetti                      | Lotus   | Climax   |         |         | BEL 10  |         |         | ALE 12  |         |         |         |         |         |       |         | -       | 0     |
| 1962 | Ecurie Filipinetti                      | Lotus   | BRM      |         |         |         | FRA Ret | GBR     |         | ITA DNQ | USA     | SUD     |         |         |       |         | -       | 0     |
| 1963 | Siffert Racing Team                     | Lotus   | BRM      | MON Ret | BEL Ret | HOL 7   | FRA 6   | GBR Ret | ALE 9   | ITA Ret | USA Ret | MEX 9   | SUD     |         |       |         | 14è     | 1     |
| 1964 | Siffert Racing Team                     | Lotus   | BRM      | MON 8   |         |         |         |         |         |         |         |         |         |         |       |         | 10è     | 7     |
| 1964 | Siffert Racing Team                     | Brabham | BRM      |         | HOL 13  | BEL Ret | FRA Ret | GBR 11  | ALE 4   | AUT Ret | ITA 7   |         |         |         |       |         | 10è     | 7     |
| 1964 | Rob Walker Racing Team                  | Brabham | BRM      |         |         |         |         |         |         |         |         | USA 3   | MEX Ret |         |       |         | 10è     | 7     |
| 1965 | Rob Walker Racing Team                  | Brabham | BRM      | SUD 7   | MON 6   | BEL 8   | FRA 6   | GBR 9   | HOL 13  | ALE Ret | ITA Ret | USA 11  | MEX 4   |         |       |         | 12è     | 5     |
| 1966 | Rob Walker Racing Team                  | Brabham | BRM      | MON Ret |         |         |         |         |         |         |         |         |         |         |       |         | 14è     | 3     |
| 1966 | Rob Walker Racing Team                  | Cooper  | Maserati |         | BEL Ret | FRA Ret | GBR NC  | HOL Ret | ALE     | ITA Ret | USA 4   | MEX Ret |         |         |       |         | 14è     | 3     |
| 1967 | Rob Walker Racing Team / Jack Durlacher | Cooper  | Maserati | SUD Ret | MON Ret | HOL 10  | BEL 7   | FRA 4   | GBR Ret | ALE Ret | CAN DNS | ITA Ret | USA 4   | MEX 12  |       |         | 12è     | 6     |
| 1968 | Rob Walker Racing Team / Jack Durlacher | Cooper  | Maserati | SUD 7   |         |         |         |         |         |         |         |         |         |         |       |         | 7è      | 12    |
| 1968 | Rob Walker Racing Team / Jack Durlacher | Lotus   | Cosworth |         | ESP Ret | MON Ret | BEL 7   | HOL Ret | FRA 11  |         |         |         |         |         |       |         | 7è      | 12    |
| 1968 | Rob Walker Racing Team / Jack Durlacher | Lotus   | Cosworth |         |         |         |         |         |         | GBR 1   | ALE Ret | ITA Ret | CAN Ret | USA 5   | MEX 6 |         | 7è      | 12    |
| 1969 | Rob Walker Racing Team / Jack Durlacher | Lotus   | Cosworth | SUD 4   | ESP Ret | MON 3   | HOL 2   | FRA 9   | GBR 8   | ALE 11† | ITA 8   | CAN Ret | USA Ret | MEX Ret |       |         | 9è      | 15    |
| 1970 | March Engineering                       | March   | Cosworth | SUD 10  | ESP DNQ | MON 8   | BEL 7   | HOL Ret | FRA Ret | GBR Ret | ALE 8   | AUT 9   | ITA Ret | CAN Ret | USA 9 | MEX Ret | -       | 0     |
| 1971 | Yardley-BRM                             | BRM     | BRM      | SUD Ret |         |         |         |         |         |         |         |         |         |         |       |         | 5è      | 19    |
| 1971 | Yardley-BRM                             | BRM     | BRM      |         | ESP Ret | MON Ret | HOL 6   | FRA 4   | GBR 9   | ALE DSQ | AUT 1   | ITA 9   | CAN 9   | USA 2   |       |         | 5è      | 19    |

### Resum
| Curses: | Victòries: | Pòdiums: | Poles: | Voltes ràpides: | Punts: |
| ------- | ---------- | -------- | ------ | --------------- | ------ |
| 100     | 2          | 6        | 2      | 4               | 68     |